# Корнелий Север
Пу́блий Корне́лий Севе́р (лат. Publius Cornelius Severus; I век до н. э.) — древнеримский эпический поэт конца I века до н. э.

## Биография
О происхождении Севера известно очень мало: возможно, его родственником был народный трибун 51 года до н. э., сторонник Гая Юлия Цезаря, в качестве трибуна интерцедировавший многие постановления сената, шедшие вразрез с интересами диктатора. Упоминания о Корнелии Севере содержатся у Марка Фабия Квинтилиана, называвшего его «versificator quam poëta melior» (рус. лучше, чем поэт и стихотворец), Овидия, Сенеки Старшего. Из его работ известна грандиозная поэма «О сицилийской войне» (лат. Bellum Siculum), в которой рассказывается о борьбе Октавиана с Секстом Помпеем Магном Пием во время гражданской войны 44—42 годов до н. э. От этого произведения остался лишь отрывок, где описывается гибель Цицерона. Приписываемое Северу описание извержения Везувия составляет, по-видимому, эпизодическую часть того же стихотворения. О других произведениях ничего неизвестно, кроме названий — «Римские дела» (лат. Res Romanae) и «Этна» (лат. Aetna). Они не были завершены, прерванные внезапной смертью поэта.